# الرياح الشمالية والشمس
الرياح الشمالية والشمس هي واحدة من خرافات إيسوب، التي تحتل المرتبة 46 في مؤشر بيري.

## ملخص الخرافة

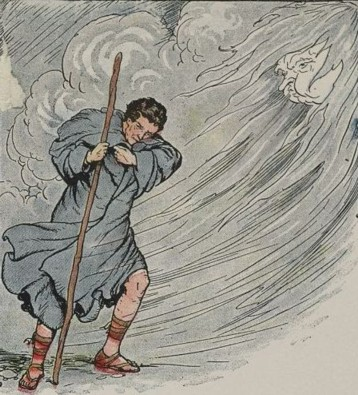
تحاول الرياح تجريد المسافر من عباءته، التي رسمها ميلو وينتر في مختارات إيسوب عام 1919.

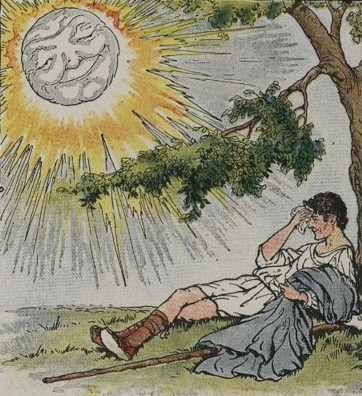
الشمس تقنع المسافر بخلع عباءته

نشأ نقاش بين الرياح الشمالية والشمس لتحديد أيهما أقوى، عندما مر مسافر، واتفقوا على أن الشخص الذي يمكنه أن يجبر المسافر أولاً على خلع الرداء من على رأسه يعتبر الأقوى. ثم بدأت الرياح تهب مع الكثير من الغضب، ولكن كلما هبت الرياح أكثر، كلما أمسك المسافر بغطاء رأسه ورداءه، بل وضع عباءة أخرى عليها حتى استسلمت الرياح. ثم أشرق الشمس باعتدال، حتى خلع الرجل العباءة الذي كان يرتديها، ثم زادت الشمس من أشعتها حتى لم يستطع الرجل الوقوف تحتها وخلع ملابسه للذهاب للاستحمام في النهر.
المغزى من القصة هو أن الإقناع هو في كثير من الأحيان طريقة أفضل من القوة والشدة لتحقيق الأهداف.